# 4,4'-Bis(2-sulfostyryl)biphényle de disodium
Le  4,4'-bis(2-sulfostyryl)biphényle de disodium est un azurant optique utilisé dans les produits pour lessive, les détergents et l'industrie du papier pour améliorer la blancheur des textiles naturels tels que le coton ou le lin.

## Production et synthèse
La molécule est synthétisée en plusieurs étapes: 1) le 4,4'-bis(chlorométhyl)biphényle réagit avec le triméthylphosphite pour donner le 4,4'-bis-(diméthyméthylphosphonate)biphényle. 2) Ce dernier réagit avec l'acide benzaldéhyde-2-sulfonique en présence de méthylate de sodium pour donner l'azurant optique.